# West&Coast
I West&Coast sono un gruppo musicale folk rock italiano fondato nel 1991 da Claudio Simoncini e Massimiliano Borrelli, entrambi compositori, cantanti e chitarristi.

## Storia
La prima apparizione discografica per Claudio e Massimiliano risale al 1988, quando, entrambi in giovane età, vengono selezionati dalla celebre Nilla Pizzi come cantanti per la produzione del disco Aria di Natale, il vinile, in formato 33 giri, esce nel Natale del 1988. La formazione musicale di Claudio e Massimiliano è influenzata da autori come Neil Young, Paul Simon, John Lennon o Bob Dylan ed in parte anche da autori italiani come Fabrizio De André, Francesco De Gregori o Edoardo Bennato.
Gli West&Coast nascono dalla comune passione dei due fondatori per il genere musicale west coast, al quale nei primi anni di attività il repertorio è fortemente legato, da lì la scelta del nome che richiama appunto il genere ispiratore. Il nome rimarrà invariato nel corso della storia nonostante il genere musicale proposto dal gruppo abbia seguito diverse influenze e si sia allargato fino a produrre una mescola che va dal rock alla psichedelia, dal folk al pop.
Nel periodo 95/96 si unisce al gruppo Simone Borghi (voce, banjo, chitarra) arricchendo le performance dei West&Coast.
Nel 2003 vede la luce Midnight travels il primo album firmato West&Coast, prodotto da Prima Recording, comprendente 10 brani scritti da Claudio e Massimiliano ed arrangiato con la prima formazione composta da Brendon Raschia (chitarra), Gianfranco Francelli (basso), Massimo Pignocchi (percussioni) e Fabio Beghella (batteria).
Nel 2005 Simoncini e Borrelli realizzano un unplugged, registrato in Ecuador, con le sole tracce di chitarre acustiche e voci, il titolo è Our new edge e sarà il lavoro dal quale verranno poi ripescati ed arrangiati alcuni brani per il nuovo album in uscita nel 2010. Nel 2006 prende vita il progetto New Edge Project, un singolo di due brani prodotti dalla JR Productions di Los Angeles dal titolo No ocean to divide, al quale presero parte musicisti come Vinnie Colaiuta (batteria), Tony Levin (basso), James Raymond (pianoforte e rhodes) e Dean Parks (pedal steel guitar).
Nel 2008 il brano Child in war viene inserito da Neil Young nella raccolta Songs of the times, brani di protesta contro la guerra, che il cantautore canadese pubblica nel proprio sito web. Nel 2010 i West&Coast portano a termine il nuovo album Bliss and Pain, comprendente l'unico brano in italiano pubblicato dalla band, il titolo è Solo polvere, scritto in collaborazione con James Raymond.

## Line-Up
- Claudio Simoncini: voce, chitarra, armonica
- Massimiliano Borrelli: voce, chitarra
- Massimo Pignocchi: percussioni
- Andrea Maccaroni: batteria
- Raniero Bosoni: basso

## Discografia
- 1992 - The sound of West&Coast
- 2001 - The new sound
- 2003 - Midnight travels
- 2005 - Our new edge
- 2006 - No ocean to divide
- 2010 - Bliss and pain